# Ignasi Moreno Gutiérrez
Ignasi Moreno Gutiérrez (Gandia, 1959) és un dramaturg valencià. Òptic de professió, va iniciar-se en el grup de teatre amateur Comuna gàbia, que forma part d'una comissió fallera de Gandia, i des del 2001 escriu les obres del grup. El 2005 va obtenir el 34è Premi Octubre de teatre per Jeff: els colors de la bogeria (3 i 4), obra dramàtica basada en la història de Jefrey Lionel Dahmer, un assassí en sèrie anomenat el carnisser de Milwauke, mort el 1994.
També ha estat guardonat, el 2006, amb el XII premi de teatre "El Micalet" amb l'obra 70 grams (Denes). El 2008 ha guanyat el Premi Nacional de teatre "Castelló a escena" amb l'obra SMS: ostatges d'un mòbil i altra vegada el XIV Premi de teatre "El Micalet" amb una història d'amor anomenada Llum de lluna. El 2009 ha rebut l'accèssit del Premi de Teatre Infantil i Juvenil de la SGAE amb l'obra La comèdia Borja, coescrita amb Xan Lopez Dominguez, que serà editada per l'editorial Anaya.

## Obres
- L'emoció se n'ha anat (2000)
- Darrere del teló
- Jeff: els colors de la bogeria (2005)
- 70 grams (2006)
- SMS: ostatges d'un mòbil (2008)
- Llum de lluna (2008)
- La comedia Borja (2009)
- L'últim viatge a Treblinka (2018)